# NGC 24
NGC 24 è una galassia a spirale situata nella costellazione dello Scultore.

## Galleria d'immagini

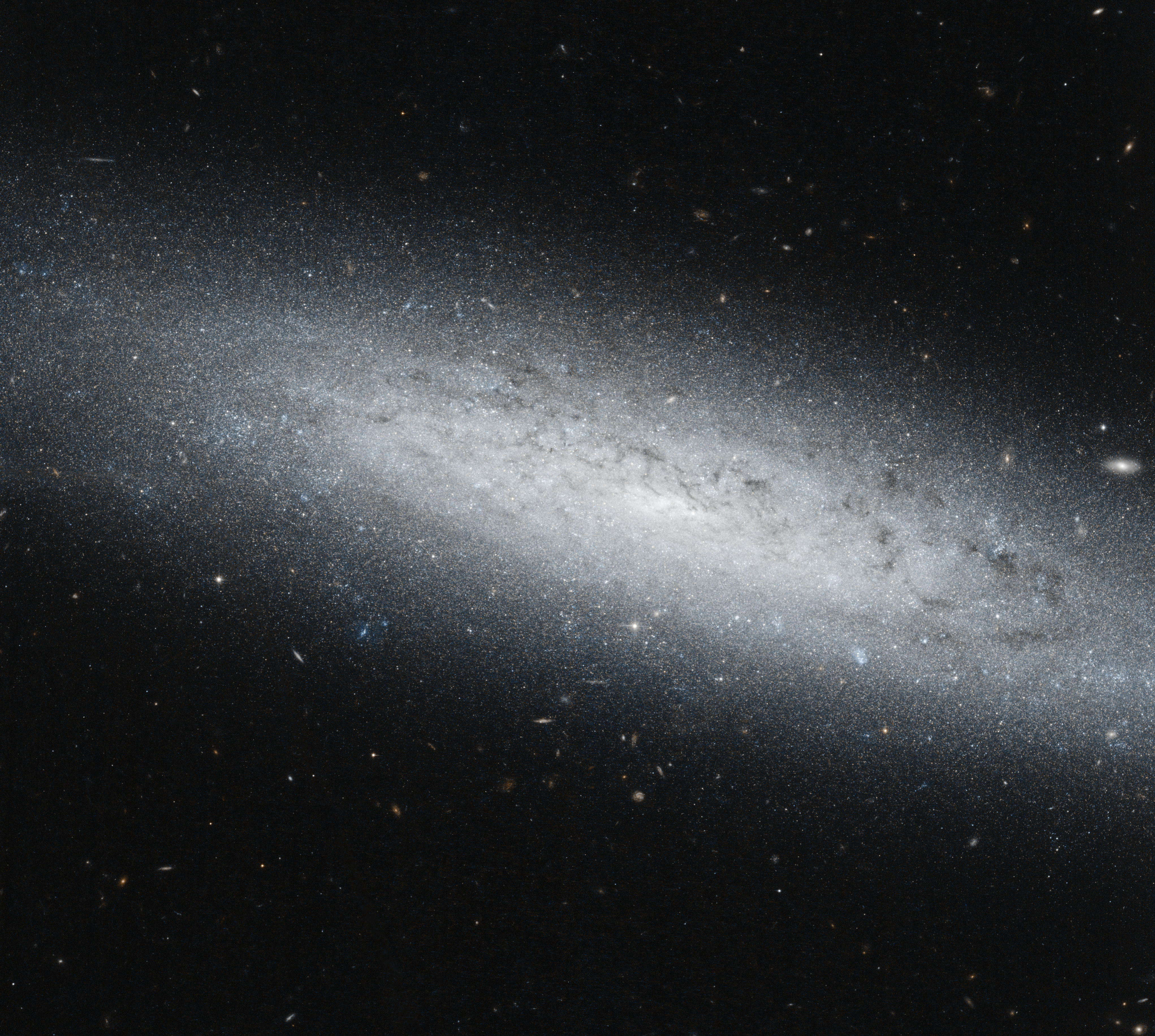
NGC 24  (Telescopio spaziale Hubble)
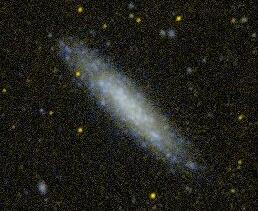
NGC 24  (GALEX)
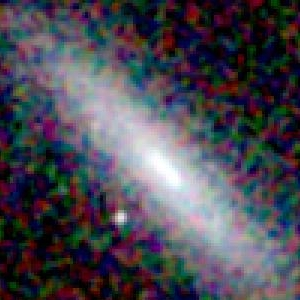
NGC 24  (2MASS)
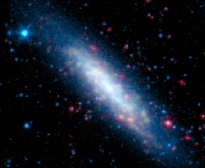
NGC 24  (Telescopio spaziale Spitzer)